# Seznam viceprezidentů podle zemí světa
Viceprezident je druhá nejvyšší funkce ve státě.
| Stát                   | Státní vlajka | Jméno (Jména)                               |
| ---------------------- | ------------- | ------------------------------------------- |
| Afghánistán            |               | 1. Abdul Rashid Dostum 2. Sarwar Danish     |
| Angola                 |               | Esperança da Costa                          |
| Argentina              |               | Victoria Villarruel                         |
| Ázerbájdžán            |               | Mehriban Alijevová                          |
| Bolívie                |               | David Choquehuanca                          |
| Botswana               |               | Slumber Tsogwane                            |
| Brazílie               |               | Geraldo Alckmin                             |
| Bulharsko              |               | Ilijana Jotovová                            |
| Burundi                |               | Prosper Bazombanza                          |
| Čína                   |               | Chan Čeng                                   |
| Dominikánská republika |               | Raquel Peña de Antuña                       |
| Egypt                  |               | funkce neobsazena                           |
| Ekvádor                |               | Verónica Abad Rojas                         |
| Filipíny               |               | Sara Duterte                                |
| Gabon                  |               | Séraphin Moundounga                         |
| Gambie                 |               | Alieu Badara Joof                           |
| Ghana                  |               | Mahamudu Bawumia                            |
| Guatemala              |               | Guillermo Castillo Reyes                    |
| Honduras               |               | Salvador Nasralla                           |
| Indie                  |               | funkce neobsazena                           |
| Indonésie              |               | Gibran Rakabuming Raka                      |
| Irák                   |               | Khudayr Musa Jafar Abbas al-Khuzai          |
| Írán                   |               | Muhammad Réza Aref                          |
| Jemen                  |               | Ali Mohsen al-Ahmar                         |
| Jihoafrická republika  |               | Paul Mashatile                              |
| Jižní Súdán            |               | 1. Josephine Lagu Yang) 2. Benjamin Bol Mel |
| Keňa                   |               | Kithure Kindiki                             |
| Kiribati               |               | Kourabi Nenem                               |
| Kolumbie               |               | Francia Márquezová                          |
| Komory                 |               | Nourdine Bourhane                           |
| Kostarika              |               | 1. funkce neobsazena 2. Mary Munive         |
| Kuba                   |               | 1. Salvador Valdés Mesa                     |
| Laos                   |               | Bounthong Chitmany                          |
| Libérie                |               | Jeremiah Koung                              |
| Malawi                 |               | Michael Usi                                 |
| Maledivy               |               | Faisal Naseem                               |
| Mauricius              |               | Eddy Boissézon                              |
| Mikronésie             |               | Yosiwo P. George                            |
| Myanmar                |               | 1. Myint Swe 2. Henry Van Thio              |
| Namibie                |               | Lucia Witbooi                               |
| Nepál                  |               | Nanda Bahadur Pun                           |
| Nigérie                |               | Kashim Shettima                             |
| Nikaragua              |               | Omar Halleslevens                           |
| Palau                  |               | Antonio Bells                               |
| Panama                 |               | José Gabriel Carrizo                        |
| Paraguay               |               | Pedro Alliana                               |
| Peru                   |               | funkce neobsazena                           |
| Pobřeží slonoviny      |               | Daniel Kablan Duncan                        |
| Rovníková Guinea       |               | Teodoro Nguema Obiang Mangue                |
| Salvador               |               | Félix Ulloa                                 |
| Seychely               |               | Ahmed Afif                                  |
| Sierra Leone           |               | Mohamed Juldeh Jalloh                       |
| Spojené státy americké |               | J.D. Vance                                  |
| Surinam                |               | Gregory Rusland                             |
| Súdán                  |               | funkce neobsazena                           |
| Sýrie                  |               | funkce neobsazena                           |
| Švýcarsko              |               | Karin Keller-Sutter                         |
| Tanzanie               |               | funkce neobsazena                           |
| Tchaj-wan              |               | Hsiao Bi-khim                               |
| Turecko                |               | Cevdet Yilmaz                               |
| Uganda                 |               | Jessica Alupo                               |
| Uruguay                |               | Carolina Cosse                              |
| Venezuela              |               | Delcy Rodríguez                             |
| Vietnam                |               | Dang Thi Ngoc Thinh                         |
| Zambie                 |               | Mutale Nalumango                            |
| Zimbabwe               |               | 1. Constantino Chiwenga 2. Kembo Mohadi     |